# District de Jiaojiang
Le district de Jiaojiang (椒江区 ; pinyin : Jiāojiāng Qū) est une subdivision administrative de la province du Zhejiang en Chine. Il est placé sous la juridiction de la ville-préfecture de Taizhou.